# Pozitivní právo
Pozitivním právem (označovaným též – ne zcela přesně – jako platné právo) se rozumí takové právo, které lze odvodit ze systému vesměs psaných právních norem, které jsou v dané době platné. Jeho protikladem[zdroj⁠?!] je právo přirozené.
Toto právo není však ani úplné, protože pozitivní právo nemůže zachytit všechny myslitelné situace, které v reálném životě vznikají, ani nutně spravedlivé, neboť obecně formulovaná právní norma může být v případě konkrétní aplikace právem pociťována jako neadekvátní (lat. dura lex, sed lex – „tvrdý zákon, ale zákon“).
Z toho důvodu moderní právní řády připouštějí, aby se státní orgán aplikující platné právo od dikce právní normy odchýlil, pokud je to v souladu s účelem nebo duchem zákona a pokud to lépe vyhovuje obecně chápanému pojmu přirozeného práva nebo spravedlnosti, a aby v případě, že pozitivní úprava pro určitý právní případ chybí, rozhodl podle analogie nebo na základě obecných principů daného právního řádu (např. zásady dobrých mravů nebo poctivého obchodního styku).
Doktrína, která zdůrazňuje význam pozitivního práva na úkor práva přirozeného, se někdy nazývá juspozitivismem, opačný směr se jmenuje jusnaturalismus.
Pojem pozitivního a přirozeného práva se omezuje na kontinentální právní kulturu, v systému anglo-americkém obdobnou roli hraje dichotomie Common law v. Equity.